# Bistum Umtata
Das Bistum Umtata (lat.: Dioecesis Umtatana) ist eine in Südafrika gelegene römisch-katholische Diözese mit Sitz in Mthatha (früher Umtata).

## Geschichte
Das Bistum Umtata wurde am 30. März 1930 durch Papst Pius XI. aus Gebietsabtretungen des Apostolischen Vikariates Mariannhill als Apostolische Präfektur Umtata errichtet. Am 13. April 1937 wurde die Apostolische Präfektur Umtata durch Pius XI. zum Apostolischen Vikariat erhoben.
Das Apostolische Vikariat Umtata wurde am 11. Januar 1951 durch Papst Pius XII. zum Bistum erhoben und dem Erzbistum Durban als Suffraganbistum unterstellt.

## Ordinarien

### Apostolische Präfekten von Umtata
- Emmanuel Hanisch MHM, 1930–1937

### Apostolische Vikare von Umtata
- Emmanuel Hanisch MHM, 1937–1940
- Joseph Grueter CMM, 1941–1951

### Bischöfe von Umtata
- Joseph Grueter CMM, 1951–1968
- Ernst Heinrich Karlen CMM, 1968–1974, dann Bischof von Bulawayo
- Peter Fanyana John Butelezi OMI, 1975–1978, dann Erzbischof von Bloemfontein
- Andrew Zolile Brook, 1979–1995
- Oswald Hirmer, 1997–2008
- Sithembele Anton Sipuka, seit 2008